# Kerstin Bartlmae
Kerstin Bartlmae (* 1941 in Stockholm als Kerstin Lindberg) ist eine schwedische Produktgestalterin und Industriekeramikerin. Sie gehört zu den 26 Frauen, die ihr Studium im Bereich Produktgestaltung an der Hochschule für Gestaltung in Ulm abschlossen.

## Leben
Kerstin Bartlmae wurde in Stockholm als zweites von drei Geschwistern geboren. Mit fünfzehn Jahren besuchte sie die Abendkurse in Freihandzeichnen, Typografie und Geometrie an der Kunstakademie in Stockholm. Bis 1956 besuchte sie das Gymnasium Södermalms kommunala flickskola in Stockholm und anschließend absolvierte sie ein Praktikum in einer Keramikwerkstatt. 1957 besuchte sie die Kunstakademie Konstfack in Stockholm und danach die Handelsschule in Rapallo, Italien.
Ab 1958 studierte sie am Istituto statale d’arte per la porcellana in Sesto Fiorentino, Florenz, an dem sie 1961 ihren Abschluss als Industriekeramikerin machte. An dieser Schule beschäftigte sie sich mit dem Thema Produzieren in Serie, was ihre spätere Karriere stark beeinflussen sollte. 1961 begann sie ihre Karriere als Industriekeramikerin mit einer Anstellung in der Serienfertigung bei Karl Hentschel in Tittmoning in Deutschland und als Assistentin einer bekannten Industriedesignerin in der Porzellanfabrik Rörstrand in Schweden. Hier fertigte sie Prototypen an, die danach in großer Zahl produziert wurden. Obwohl sie bei der Gestaltung von Serien-Porzellan und -Keramik große Begabung zeigte, wollte sie ihren Gestaltungsbereich erweitern, indem sie Produkte aus anderen Kategorien entwickelte.
In Italien gewann sie viele renommierte Keramik-Design-Wettbewerbe und war mit diversen Vasen und Töpfen im Ausstellungen vertreten. z. B in Faenza und Lerici. 1962 schrieb sie sich an der Hochschule für Gestaltung in Ulm (Deutschland) in der Abteilung Produktdesign für ein Studium ein, das sie 1967 abschloss. Zu dieser Zeit, kurz vor der Schließung der Schule, bestand das Lehrpersonal aus Otl Aicher, Gui Bonsiepe, Hans Gugelot, Herbert Lindinger, Tomás Maldonado und Claude Schnaidt. Damals lernte sie ihren zukünftigen Ehemann, den Ingenieur Volker Bartlmae kennen, der in der Ingenieurschule in Ulm studierte. Die beiden heirateten 1964.
Während einer einjährigen Beurlaubung wurde sie noch während des Studiums zwischen 1965 und 1966 bei einem italienischen Designbüro OPI (organizzazione pubblicità italiana) im Bereich Verpackungsgestaltung in Mailand angestellt. Unmittelbar nach dem Studium, 1968 arbeitete sie ein Jahr lang am Institut für Produktgestaltung bei Herbert Lindinger. Dort wurden neue Stifte für Montblanc entworfen und die Modernisierung des steinförmigen Montblanc-Zeichens gestaltet. Sie entwickelten auch neue Waagen für die Firma Sauter, und für den deutschen Möbelhersteller Wilkhahn experimentierten sie mit Sitzgelegenheiten. Außerdem entwarfen sie Kosmetikverpackungen.
1969 gründete sie ihr eigenes Designbüro, das sie zusammen mit ihrem Mann weiterführte. Im Jahr 1970 wurde ihr Sohn geboren. Wie viele ehemalige Studenten der HfG Ulm, trug Bartlmae zur Verbreitung Designmethodologie bei, die sie dort erlernt hatte. So lehrte sie zwischen 1970 und 1980 als Gastdozentin in der Abteilung Produktgestaltung am staatlichen Institut für Baukunst und Städtebau in Antwerpen, Belgien (NIHBS Nationaal Hoger Instituut voor Bouwkunst en Stedebouw). 1980 wurde ihre Tochter geboren. 1983 war sie ebenfalls Gastdozentin an der Fachhochschule für Druck in Stuttgart. 1987 lösten sie ihr großes Büro in Ulm zum Teil auf und gründete zusammen mit ihrem Mann ihr zweites Büro design + engineering in Varese, Italien, wodurch sie ihren Kundenkreis erweitern konnten. Von 1987 bis 1995 lehrte sie als Gastdozentin für Verpackungsgestaltung an der Abteilung Grafik-Design am IED (Istituto Europeo di Design) in Mailand.
Sie hielt zahlreiche Vorträge und beteiligte sich an Veröffentlichungen zu Designthemen und Fragen der Verpackungsgestaltung sowie als Jurorin bei Designwettbewerben. Bis 2003 arbeitete sie aktiv als Produktdesignerin in enger Zusammenarbeit mit ihrem Mann. Dann beschlossen sie, sich aus dem sehr interessanten und erfolgreichen, aber dennoch stressigen Berufsleben zurückzuziehen, und bauten ein Haus am Meer bei Genua in Italien. Das Haus wurde gemeinsam mit Willi Rammstein (HfG Ulm, Bauabteilung 1958–1962) konzipiert und gezeichnet.

## Hochschule für Gestaltung Ulm (HfG)
1962, im Alter von 21 Jahren und mit einem einjährigen DAAD-Stipendium, bewarb sie sich an der Hochschule für Gestaltung in Ulm. Obwohl sie kein Abitur hatte, besaß sie eine abgeschlossene Berufsausbildung, beherrschte mehrere Sprachen und war international geprägt. Dies entsprach den Vorstellungen eines studentischen Profils an der HfG und sie erhielt einen Studienplatz. Mit Sicherheit und Zuversicht begann sie ihr Studium in einem fremden Land, an einer Hochschule, an der fast ausschließlich junge Männer studierten. Als einzige Frau in ihrer Abteilung fühlte sie sich wohl und war nach ihrer Einschätzung wenig mit Frauenfeindlichkeit konfrontiert. Dank ihrer Erziehung in Schweden mit Bezug auf die Gleichberechtigung der Geschlechter war sie sowohl mental als auch in der Umsetzung darauf vorbereitet. Die Studentenschaft schuf hier eine besondere Atmosphäre, dank ihres internationalen Charakters und weitgehend losgelöst von bürgerlichen Normen. Hier verspürte Bartlmae große Lern- und Arbeitslust und verstand, dass der Entwicklungsprozess von industriell gefertigten Produkten ein Zusammenspiel aus unterschiedlichen Disziplinen, Anwendungen und Gegebenheiten war. In der Abteilung Produktdesign wurde dieses Zusammenspiel geübt und durch Fächer wie Geometrie, Ergonomie, Soziologie und Psychologie ergänzt.
Sie war Studentin von Hans Gugelot, Rodolfo Bonetto, Herbert Lindinger und Tomás Maldonado, die für sie besonders wichtig waren, da sie bereits erfolgreich mit der Großindustrie zusammengearbeitet hatten und sie Erfahrung bezüglich industrieller Prozesse und Massenproduktion besaßen. Die „Strenge“ der HfG-Philosophie lehrte sie, Kreatives sinnvoll einzusetzen, Gestaltungsprobleme aus jedem Blickwinkel zu betrachten und systematisch zu analysieren, um möglich nichts dem Zufall zu überlassen. Diese Vorgehensweise prägte ihre weitere Arbeitsweise.

## Werk

### HfG-Arbeiten
Während des Studiums an der HfG führte Kerstin Bartlmae einige bedeutende Arbeiten durch. Hier ein paar Beispiele davon:
- Walkie Talkie (Abb. 4) „Besonders ging es bei dieser Arbeit darum, das Problem der Gehäuseteilung zu behandeln, das Volumen der elektrotechnischen Einbauteile war vorgegeben, ebenso das zu verwendende Material für das Gehäuse: Kunststoff“.[6]
- Kleintransporter (Abb. 5)

Diese Aufgabe wurde in Zusammenarbeit mit der italienischen Firma Innocenti durchgeführt. Sie reisten nach Italien und wurden direkt mit dem industriellen Produktionsprozess konfrontiert. Für das Fahrgestell „Lambro 200“ mussten sie neue Funktionen und Inhalte entwickeln. Zusammen mit Michael Penck, Peter Kövari entwickelten sie eine Ladezelle, die auf genormten Obst- und Gemüsekästen aufbaute. Die Flügeltüren der Zelle waren aufklappbar und dienten als Dach. Vierzig Obstkästchen konnten durch einfaches Umklappen einiger Halterungen in Schräglage gebracht werden. So entstand ein neues Produkt mit Doppelfunktion: Transportfahrzeug und Marktstand in einem.
- Diplomarbeit 1967 (Abb. 6)
  - Praktischer Teil:
  - Gestaltung einer Haartrockenhaube für gewerbliche Zwecke
  - Hauptreferent: Herbert Lindinger, Korreferenten: Ernst Reichl, Klaus Limberg
  - Theoretischer Teil:
  - Tendenzen der Konsumentenverpackung

Hauptreferent: Tomás Maldonado, Korreferenten: Gui Bonsiepe, Hans Roericht
Ihre Diplomarbeit fertigte sie zusammen mit der Firma Wella an. Sie entwickelte ein modulares System, bestehend aus einer Haube als Hauptelement und weiteren Verbindungsteilen als Nebenelemente. Durch die Variabilität und Austauschbarkeit der Teile konnten alle Anwendungsvarianten und Montageanforderungen einfach und wesentlich kostengünstiger produziert werden. Nicht nur das Ergebnis, insbesondere ihre systematische Vorgehensweise, sowohl bei der Analyse des Ist-Zustandes als auch bei der Abwägung des Machbaren, öffnete Wella die Augen. Sie kauften ihr die Diplomarbeit an, und sie bekam die ersten Aufträge als freiberufliche Industriedesignerin.

### Spätere Arbeiten
1969 machte sie sich in Ulm selbständig. Ein Jahr später verließ ihr Mann, der Ingenieur und Konstrukteur Volker Bartlmae, seinen Job in der Industrie und stieg in das Entwicklungsbüro Design Bartlmae ein, das sich auf technische Konsum- und Investitionsgüter sowie Gestaltungsprojekte spezialisierte. Die Kombination von Design und Technik eröffnete ihnen viele Wege. Inmitten großer Arbeitsräume und zahlreicher Mitarbeiter, entwickelten sie eine breite Palette von Produkten, die von Nagelfeilen, Nähmaschinen, Haushalts- und Laborgeräten bis hin zu Straßenkehrmaschinen und großen Druckmaschinen reichte. Das erfolgreiche Team konnte bald eine beachtliche Reihe bekannter Auftraggeber gewinnen und zugleich zahlreiche Auszeichnungen im In- und Ausland verbuchen. Zu den Kunden zählten Bodenseewerk, Burger Eisenwerke AG, DEMAG AG, Deutsche Wurlitzer GmbH, Elektron GmbH, Faber-Castell, Formbeton GmbH, Jenaer Glaswerke, Paidiwerk, Pfeilring KG, Rank Arena International, M.Streicher Fahrzeugbau, Soehnle Waagenfabrik, Triumph Werke Nürnberg AG, Windmöller & Hölscher Maschinenfabrik, Pohlschröder und Co.KG, Wella AG, 4711, Otto Maier Verlag.
1987 lösten sie das große Büro in Ulm teilweise auf. Die beiden Designer gingen nach Varese, Italien, wo sie das zweite Büro design + engineering gründeten. In Ulm behielten sie noch einige Büroräume. In Italien konzentrierten sie sich hauptsächlich auf eigenständige Büro- und Sitzmöbelentwicklungen für den internationalen Objektbereich, inklusive technische Vorbereitung für die industrielle Produktion (insgesamt 29 vermarktete Produktfamilien). Sie wurde oft für ihre funktionale, ergonomische und effiziente Gestaltung gelobt. Das Unternehmen arbeitete u. a. für Mauser Sitzkultur, Casala Möbelwerke, MTS Seating. Sie entwarfen ebenso für den führenden deutschen Möbelhersteller Brunner GmbH den stapelbaren Konferenzstuhl Par.